# Madison Cawthorn
Madison Cawthorn   (Asheville, 1 d'agost de 1995) David Madison Cawthorn és un polític estatunidenc membre de la cambra de representants per Carolina del Nord (11è districte). Membre del Partit Republicà, Cawthorn va ser elegit al Congrés el 2020. És el membre més jove del Congrés dels EUA d'ençà Jed Johnson Jr., i el primer nascut en el anys 1990s.

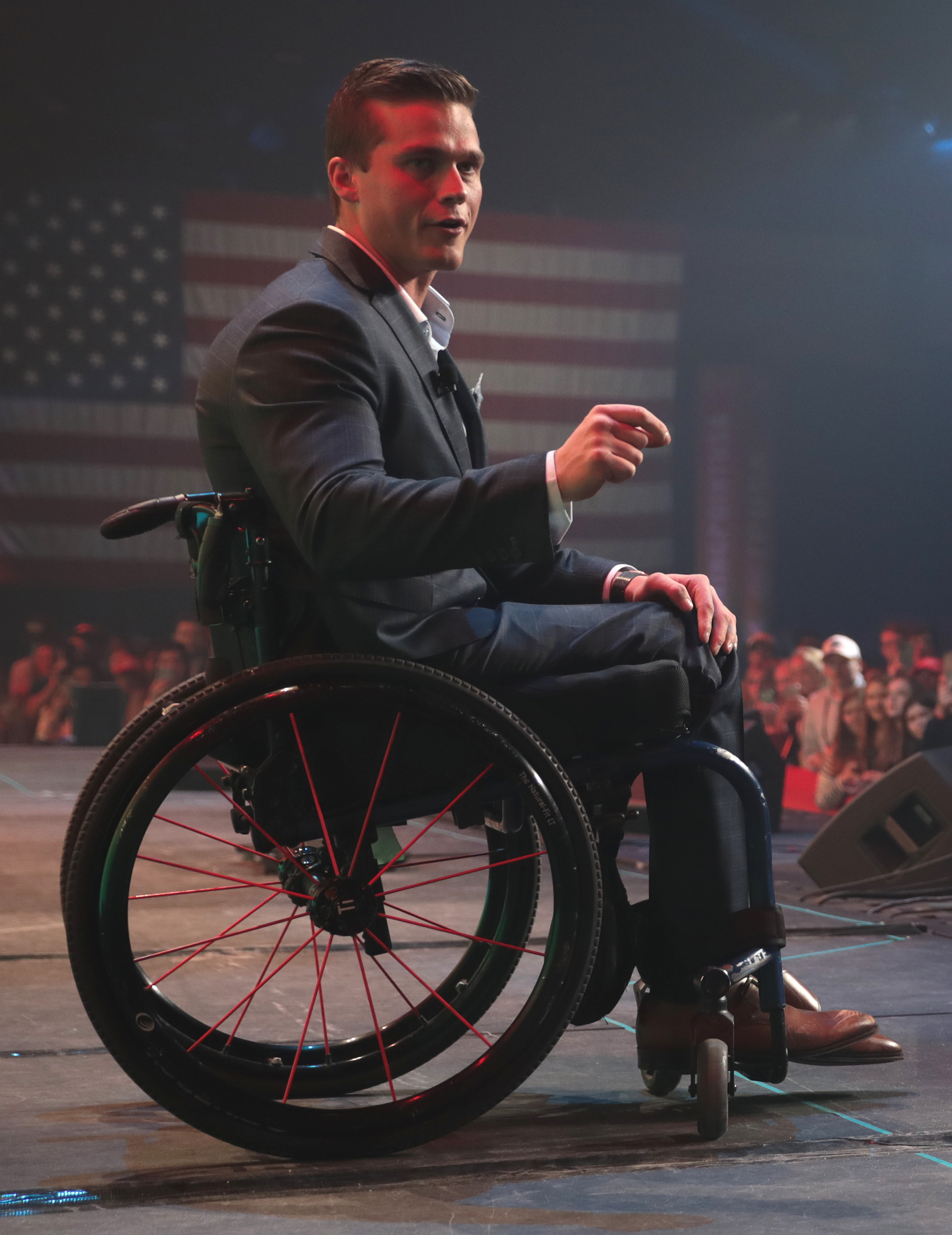
Cawthorn el 2020

El 2014, a l'edat de 18 anys, Cawthorn va patir un accident de trànsit que el va deixar parcialment paralitzat, i ara utilitza una cadira de rodes.